# 妖女の時代
妖女の時代は、1988年公開の日本映画（劇場公開日は1988年10月29日）。遠藤周作の小説『妖女のごとく』を大森一樹が脚色し長崎俊一が監督した。本多俊之が音楽を担当。第12回日本アカデミー賞最優秀助演男優賞（片岡鶴太郎）受賞。

## あらすじ
御曹司の柳沢徹は、麻酔医・大河内葉子に一目ぼれし、結婚まで考えていた。柳沢は親しい関係にあった製薬会社の元社員・辰野吾郎に彼女の身辺調査を依頼する。病院内での葉子の評判は良かったが、ある日、辰野は麻酔で相手の意識をもうろうとさせたうえでSMプレイに興じているのを目撃する。
その後、葉子の双子の姉である精神科医・宮沢裕子と出会い、葉子が解離性同一障害である旨を知らされる。
その矢先、葉子が関与したと思われる殺人事件が発生し、辰野は裕子の夫・宮沢義助に話を聞くが、今度は裕子が解離性同一障害であり、葉子が無実だと言われてしまう。
そうこうしているうちに、辰野の恋人である仲田君子が裕子に誘拐される。辰野は葉子とともに裕子の屋敷に入り、ドタバタの末に葉子が裕子を殺す。
一件落着かと思われたが、捜査に当たった犬丸刑事は、本当に葉子が生き残ったのか疑問視する。
それを裏付けるかのように、アメリカの新しい病院に裕子が赴任していた。

## 出演
- 大河内葉子／宮沢裕子：名取裕子
- 辰野吾郎：片岡鶴太郎
- 仲田君子：賀来千香子
- 柳沢徹：小西博之
- 田村淳一：沖田浩之
- 宮沢義助：蟹江敬三
- 谷川次長：出光元
- 若井岳也：山田辰夫
- 佐藤医局長：大林丈史
- 警官：桑原征平
- 丸田スミエ：岡本麗
- 看護婦：室井滋
- フロント係：内藤剛志
- 犬丸素造：田中邦衛

ほか

## スタッフ
- 製作総指揮：村上七郎
- 企画：中島英郎、宮坂進
- 製作：巻幡展男
- 原作：遠藤周作「妖女のごとく」
- 監督：長崎俊一
- 脚本：大森一樹
- 音楽：本多俊之
- 撮影：安藤庄平
- 編集：大島ともよ
- プロデューサー：栢原幹、神野智
- 製作：関西テレビ放送、ディレクターズ・カンパニー